# Pont médiéval de Saurier
Le pont médiéval de Saurier (ou Pont-vieux de Saurier) est un pont situé à Saurier en France.

## Généralités
Le pont est situé sur la commune de Saurier, dans le département du Puy-de-Dôme, en région Auvergne-Rhône-Alpes, en France. Il franchit la rivière de Couze Pavin. Il est placé sur un ancien tracé de la route menant du val d’Allier à la montagne.

## Historique
Le pont date du XVe siècle. Il est classé au titre des monuments historiques par arrêté du 7 février 1907.

## Description
L'ouvrage est un pont maçonné à trois arches plein cintre, dont la plus grande mesure 6,40 mètres. Ses deux piles possèdent des becs destinés à résister aux crues de la rivière. Ces becs servaient également de refuge aux piétons.
Sur un des becs se trouve un petit oratoire dédié à Notre Dame de Pitié, petit édifice à plan carré et chevet en hémicycle avec portail sous arc en plein cintre sur une façade à pignon.
A une des extrémités du pont, un petit bâtiment servait probablement à la perception du droit de passage sur le pont.

## Galerie

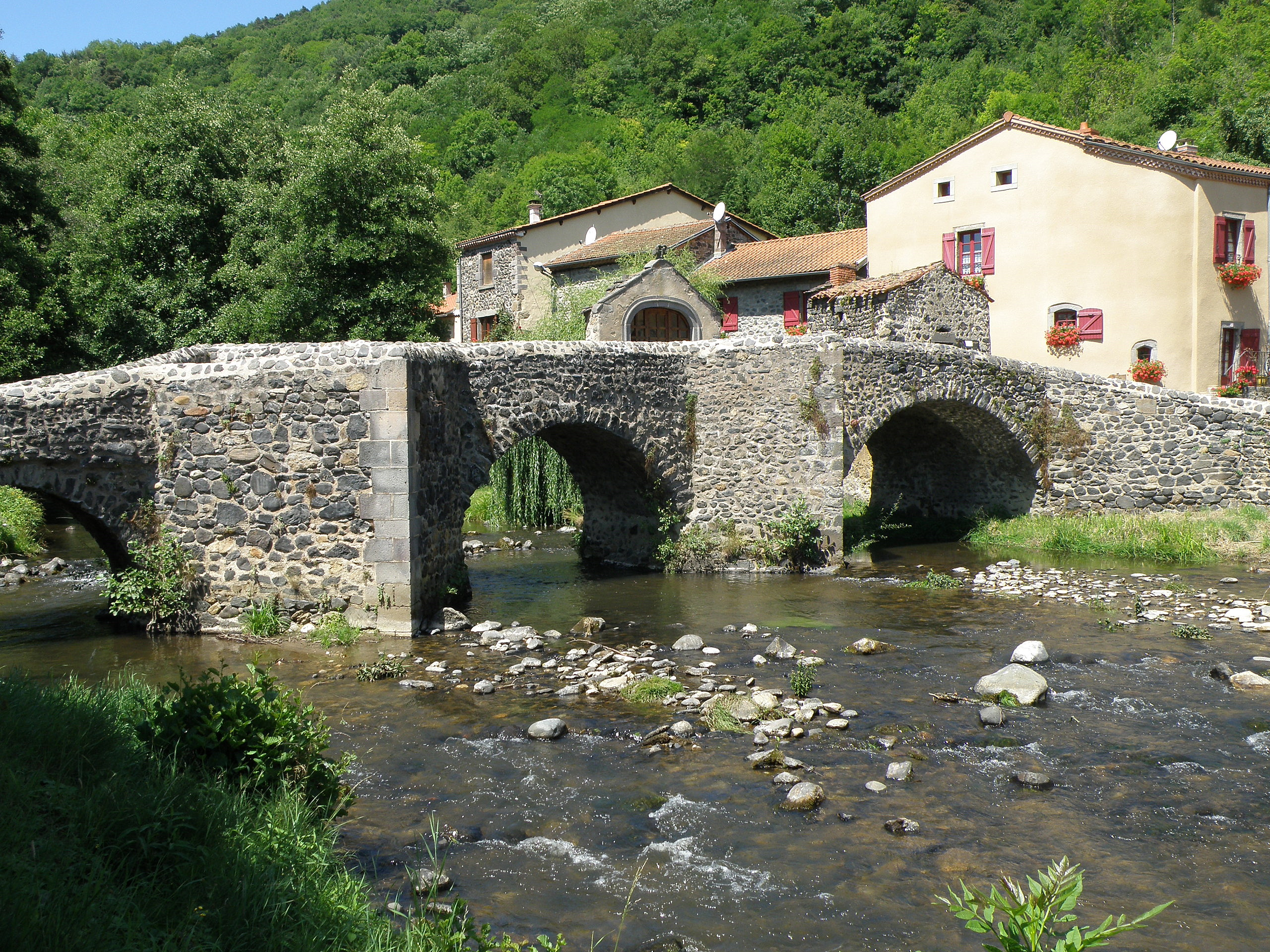
Vue générale
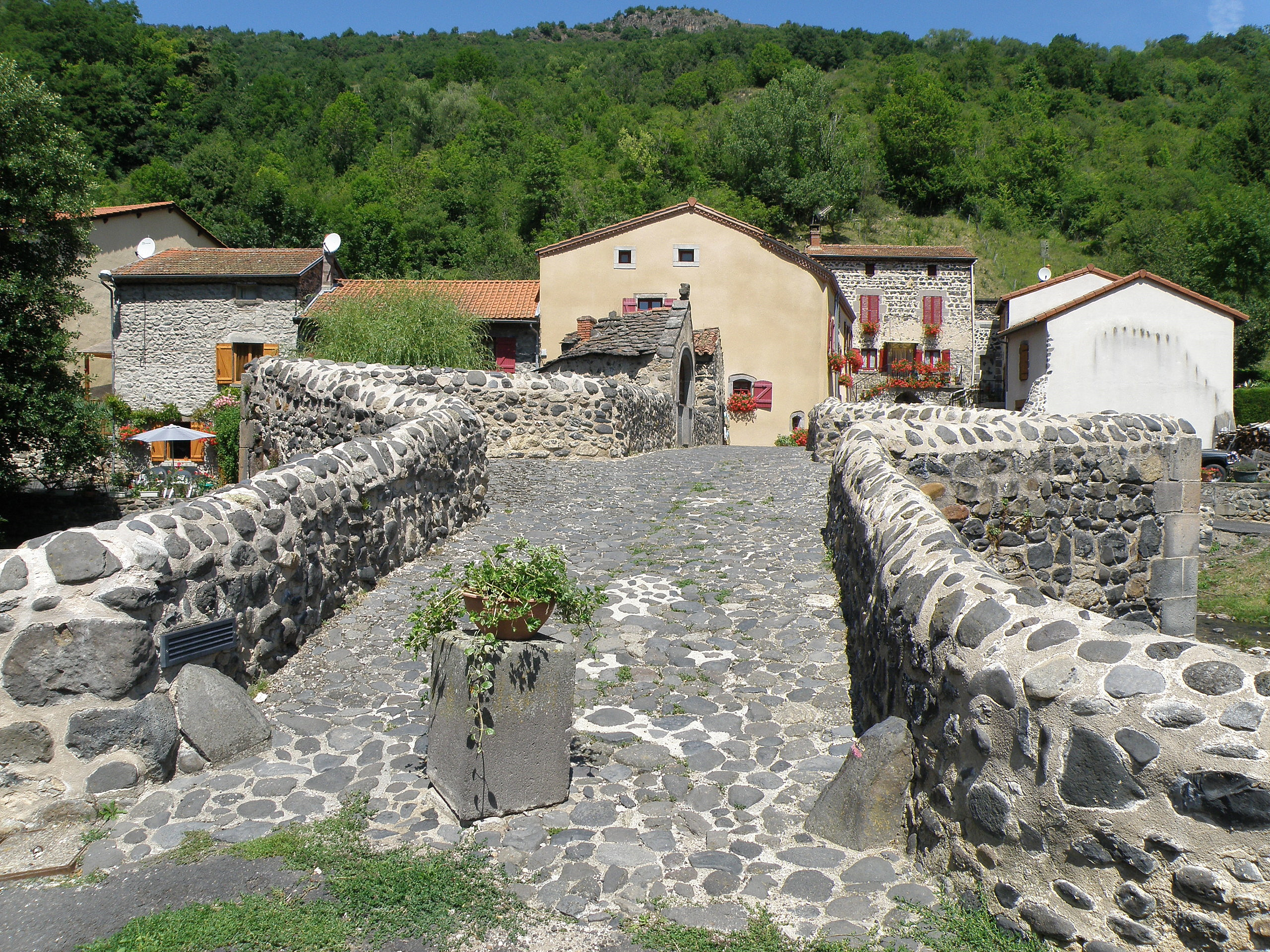
Tablier
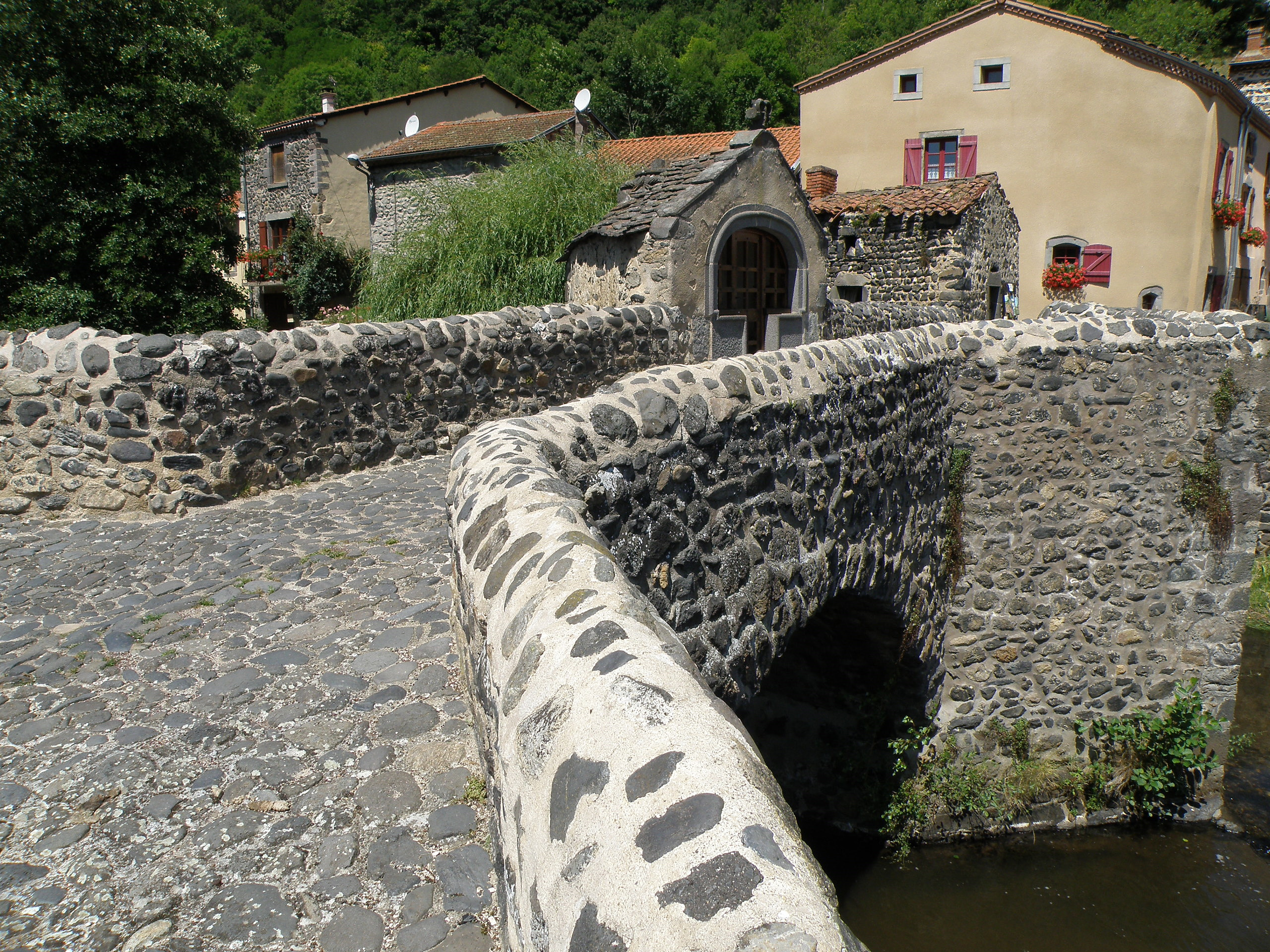
Vue rapprochée et oratoire